# میرلا ریچاردی
میرلا ریچاردی (ایتالیایی: Mirella Ricciardi؛ زادهٔ ۱۴ ژوئیهٔ ۱۹۳۱) عکاس و مؤلف کنیایی‌تبار اهل ایتالیا است.
از فیلم‌ها یا برنامه‌های تلویزیونی که وی در آن نقش داشته‌است، می‌توان به کسوف اشاره کرد.